# Macaria sexmaculata
Macaria sexmaculata là một loài bướm đêm trong họ Geometridae.